# NGC 6166D
NGC 6166D في الفهرس العام الجديد، هي مجرة، تقع في كوكبة الجاثي. اكتشفت بواسطة ويليام هيرشل.

## روابط خارجية
- NGC 6166D على موقع ويكي سكاي: DSS2, SDSS, GALEX, IRAS, Hydrogen α, X-Ray, Astrophoto, Sky Map, Articles and images